# Jizera (berg)
Jizera är ett berg i Tjeckien.   Det ligger i regionen Liberec, i den norra delen av landet, 100 km nordost om huvudstaden Prag. Toppen på Jizera är 1 122 meter över havet, eller 279 meter över den omgivande terrängen. Bredden vid basen är 15,5 km. Jizera ingår i Jizerské Hory.
Terrängen runt Jizera är huvudsakligen kuperad.Runt Jizera är det ganska tätbefolkat, med 96 invånare per kvadratkilometer. Närmaste större samhälle är Liberec, 16,1 km sydväst om Jizera. I omgivningarna runt Jizera växer i huvudsak blandskog.